# Lovisa Augusta Ekmarck
Lovisa Augusta Ekmarck, född 23 december 1814, död 16 januari 1882, var en svensk litograf.
Hon var dotter till assessor Carl Eric Ekmarck och Lovisa Ulrica Nyblom. Hon var syster till Carolina Ulrika Ekmarck. Tillsammans med sin syster grundade hon och gav ut tidskriften Litografiskt Allehanda 1835–1839. Ekmarck finns representerad vid Nationalmuseum i Stockholm.